# Phytodietus bredoi
Phytodietus bredoi là một loài tò vò trong họ Ichneumonidae.